# Casearia sessiliflora
Casearia sessiliflora är en videväxtart som beskrevs av Jacques Cambessèdes. Casearia sessiliflora ingår i släktet Casearia och familjen videväxter. Inga underarter finns listade i Catalogue of Life.